# جائزة بريطانيا الكبرى 2014
جائزة بريطانيا الكبرى 2014 (بالإنجليزية: 2014 British Grand Prix)‏ هو سباق فورمولا 1 أقيم بتاريخ 6 يوليو 2014 في حلبة سلفرستون، سيلفرستون، المملكة المتحدة. حلّ البريطاني لويس هاملتون أولا بينما جاء الفنلندي فالتيري بوتاس في المركز الثاني وحصل على المركز الثالث الأسترالي دانيل ريكاردو.

## الترتيب النهائي
| +/–     | الترتيب | السائق         | النقاط |
| ------- | ------- | -------------- | ------ |
|         | 1       | نيكو روسبيرغ   | 165    |
|         | 2       | لويس هاملتون   | 161    |
|         | 3       | دانيل ريكاردو  | 98     |
|         | 4       | فرناندو ألونسو | 87     |
| 2       | 5       | فالتيري بوتاس  | 73     |
| المصدر: |         |                |        |